# Eugênio German
Eugênio Maciel German (ur. 24 października 1930 w Ubie, zm. 1 kwietnia 2001 w Belo Horizonte) – brazylijski szachista, mistrz międzynarodowy od 1952 roku.

## Kariera szachowa
W latach 1951 i 1972 dwukrotnie zdobył złote medale indywidualnych mistrzostw Brazylii, był również (1952) wicemistrzem kraju. W 1952, 1968 i 1972 r. trzykrotnie (w tym dwa razy na I szachownicy) reprezentował narodowe barwy na szachowych olimpiadach. Największy sukces na arenie międzynarodowej odniósł w 1960 r. w São Paulo, gdzie podzielił III m. w turnieju strefowym (eliminacji mistrzostw świata), a następnie zwyciężył w dogrywce i wystąpił w rozegranym w 1962 r. Sztokholmie turnieju międzystrefowym, w którym zajął XIX miejsce. Do innych jego sukcesów należały m.in. IV m. w San Rafael (1951/52, za Erichem Eliskasesem, Romanem Toranem Albero i René Letelierem), I m. w Vitorii (1960), I m. Belo Horizonte (kilkukrotnie – 1961, 1962, 1963, 1965) oraz I m. w Brasilii (1972).
W 1952 r. został pierwszym w historii brazylijskim szachistą, któremu Międzynarodowa Federacja Szachowa przyznała międzynarodowy tytuł szachowy.
Według retrospektywnego systemu Chessmetrics, najwyżej sklasyfikowany był w styczniu 1961 r., zajmował wówczas 155. miejsce na świecie.